# Ступенчатый аллеломорфизм
Ступе́нчатый аллеломорфи́зм — система взаимоотношений субгенов, составляющих комплексный локус или серию комплементарных аллелей (псевдоаллелей). При этом каждый из субгенов определяет свою долю в выражении признака и мутирует независимо.
Явление ступенчатого аллеломорфизма было открыто А. С. Серебровским и сотрудниками при изучении локуса sc-ac (scute-achaete), контролирующем развитие щетинок на некоторых участках тела у Drosophila melanogaster. Они установили, что независимо возникшие мутации в этом локусе вступают в сложные отношения аллелизма. При графическом изображении взаимодействия нескольких пар аллеломорфов получалось нечто вроде лестницы, ступенями которой были отдельные аллели (это и дало название явлению).
Позднее А. А. Прокофьева-Бельговская и Г. Д. Мёллер показали возможность рекомбинации между мутациями sc-ac.